# スマックガール
スマックガール（SMACKGIRL） は、日本の女子総合格闘技団体。2000年から2008年まで開催され、JEWELSが後継団体として設立された。

## 歴史
女子プロレス団体ネオ・レディースの代表であった篠泰樹が2000年12月5日に日本武道館で女子総合格闘技のビッグマッチ「ReMix」を開催したあと、12月17日に「SMACKGIRL」の実質的な旗揚げ大会を開催。以後、大会を定期開催して星野育蒔などのスター候補選手を生み出していた。
2001年10月にSMACKGIRLのルール面を担当していた木村浩一郎が星野らを引き連れて新たな女子総合格闘技団体「AX」を旗揚げする形で分裂した影響で、2001年9月27日の大会で一時的に大会開催を休止した。その後、運営体制を新たにして2002年2月3日の大会から再始動。同年にミドル級とライト級のトーナメントを開催して辻結花としなしさとこが優勝した。
底辺拡大のため、2003年3月からはアマチュア大会の「SMACKGIRL-F」を開催した。2004年12月19日には藪下めぐみが初代無差別級王者、2005年6月28日には辻結花が初代ライト級王者、2005年8月17日にはローラ・ディオーガストが初代ミドル級王者、2005年11月29日にはしなしさとこが初代フライ級王者となった。2007年には石岡沙織、長野美香といった若手選手がデビュー。
AXやLove Impact、CROSS SECTIONなど、他の女子総合格闘技団体が活動を停止する中で、定期的に大会を開催し、いわゆる「ジョシカク」のパイオニアの地位を確立したが、2008年7月24日に予定していた大会が中止になると、開催中のWORLD ReMix TOURNAMENT 2008は準決勝で打ち切られ、事実上SMACKGIRLとしての活動が終了した。
2008年10月24日、株式会社マーヴェラスジャパン代表取締役の尾薗勇一が篠からSMACKGIRLの運営権を譲渡され、団体名称を「JEWELS」に変更、SMACKGIRLと提携していたDEEPの協力のもと新たに発足することが発表された。
一方でGCMが女子総合格闘技団体「VALKYRIE」をJEWELSに先立って旗揚げしており、SMACKGIRLに参戦していた選手はJEWELSとVALKYRIEに分かれることになった。

## 運営体制
旗揚げ当初は、当時NEO女子プロレスを運営していた篠泰樹が代表を務める株式会社エヌ・イー・オーが主催していた。一時休止後から運営再開した2002年2月からは、代表は篠泰樹のまま、代表実行委員会組織「スマックガール実行委員会」が主催にあたった。2006年9月より実行委員の長尾メモ8を代表取締役とする株式会社キルゴアを設立し、スマックガール実行委員会と株式会社キルゴアの共催になる。さらに2007年12月からは、篠泰樹を代表取締役として設立された株式会社スマックガールが主催したが、2008年でSMACKGIRLとしての団体活動は終了を迎えた。

## テレビ放送
旗揚げ当初は、主にTBS『ワンダフル』の番組内で不定期のダイジェスト放送がされていた。地上波では他にもテレビ東京『肉力強女』で不定期放送された。スカイパーフェクTV!で、視聴料金600円のペイ・パー・ビューによる録画中継を行っていたこともあった。
レギュラーの中継番組としては、スポーツ専門チャンネルであるJ SPORTSの『ワールドファイティング』の枠で90分の録画中継番組があった。実況は矢野武、解説はライターの松本（藤村）幸代、選手をゲスト解説に迎えていた。放送は試合の録画中継を主として、1人の女子格闘家にスポットを当てた特集コーナーもあった。この2004年に始まったJ SPORTSでの放送は2007年で終了し、同年5月から動画配信サイトの「J SPORTS STYLE Movie」で試合が有料配信されるようになった。
2007年12月にSMACKGIRLが新体制に移行したことに伴い、2008年1月よりBSフジにて放送が開始。第一回放送ではタレントの山崎まさやと磯山さやかの進行で、岡田円、石岡沙織、長野美香の若手3選手の試合や私生活の模様をメインに2時間の放送。試合の実況は矢野武、解説は格闘家の宇野薫と高阪剛が担当した。2月24日の第二回の放送では試合をメインにした1時間枠の放送となった。BSフジでの放送はこの2回で終了している。

## ルール・階級
無差別級（体重制限なし）、ミドル級（-58kg）、ライト級（-52kg）、フライ級（-48kg）の4階級を設置していた。
試合は5分3Rまたは2R制。頭突きや肘攻撃、その他バスター（パワーボム）、顔面へのパウンドなどは禁止されていた。グラウンドに30秒の時間制限があったが、2007年12月26日の後楽園大会から廃止された。2006年からは膝パッド・レガースの着用もOKとなった。通常の「SGSルール」のほか、顔面パウンドを解禁した「SGS特別ルール」、アマチュア用の「SGS-Fルール」、グラップリング用の「SGGルール」もあった。

## 歴代女王

### 無差別級（体重制限なし）
| 代 | 名前                 | 在位期間                              | 防衛回数 |
| -- | -------------------- | ------------------------------------- | -------- |
| 初 | 藪下めぐみ           | 2004年12月19日 - 2006年2月15日        | 0        |
| 2  | アマンダ・ブキャナー | 2006年2月15日 - 2007年5月15日（返上） | 0        |
| 3  | 高橋洋子             | 2007年5月19日 - 2007年9月6日          | 0        |
| 4  | HIROKO               | 2007年9月6日 - 2008年7月              | 0        |

### ミドル級（-58kg）
| 代 | 名前                   | 在位期間                             | 防衛回数 |
| -- | ---------------------- | ------------------------------------ | -------- |
| 初 | ローラ・ディオーガスト | 2005年8月17日 - 2006年9月1日（返上） | 0        |
| 2  | 赤野仁美               | 2006年9月15日 - 2007年9月6日         | 0        |
| 3  | 端貴代                 | 2007年9月6日 - 2008年7月             | 0        |

### ライト級（-52kg）
| 代 | 名前   | 在位期間                  | 防衛回数 |
| -- | ------ | ------------------------- | -------- |
| 初 | 辻結花 | 2005年6月28日 - 2008年7月 | 3        |

### フライ級（-48kg）
| 代 | 名前         | 在位期間                   | 防衛回数 |
| -- | ------------ | -------------------------- | -------- |
| 初 | しなしさとこ | 2005年11月29日 - 2008年7月 | 1        |

## 開催履歴

### SMACKGIRL
| 大会名                                                                 | 開催年月日     | 会場                       | 開催地         |
| ---------------------------------------------------------------------- | -------------- | -------------------------- | -------------- |
| SMACKGIRL WORLD ReMix TOURNAMENT 2008 準決勝                           | 2008年4月25日  | 後楽園ホール               | 東京都文京区   |
| SMACKGIRL WORLD ReMix TOURNAMENT 2008 開幕戦                           | 2008年2月14日  | 後楽園ホール               | 東京都文京区   |
| SMACKGIRL 7th ANNIVERSARY 〜Starting Over〜                            | 2007年12月26日 | 後楽園ホール               | 東京都文京区   |
| SMACKGIRL 2007 〜女王たちの一番熱い夏〜                                | 2007年9月6日   | 後楽園ホール               | 東京都文京区   |
| SMACKGIRL IN サマフェス!!                                              | 2007年7月26日  | 代々木公園                 | 東京都渋谷区   |
| SMACKGIRL 2007 〜最強はUSAだと女王は言った〜                           | 2007年5月19日  | 新宿FACE                   | 東京都新宿区   |
| SMACKGIRL 2007 〜絶対女王は大正浪漫を舞ひ奏で〜                        | 2007年4月28日  | アゼリア大正ホール         | 大阪府大阪市   |
| SMACKGIRL 2007 〜女王は新宿の夜を赤く染るか?〜                         | 2007年3月11日  | 新宿FACE                   | 東京都新宿区   |
| SMACKGIRL 2006 〜極女伝説〜                                            | 2006年11月29日 | 後楽園ホール               | 東京都文京区   |
| SMACKGIRL 2006 〜群女割拠〜                                            | 2006年9月15日  | 後楽園ホール               | 東京都文京区   |
| SMACKGIRL 2006 〜頂女決戦〜                                            | 2006年6月30日  | 後楽園ホール               | 東京都文京区   |
| SMACKGIRL 2006 〜女王凱旋〜                                            | 2006年4月22日  | アゼリア大正ホール         | 大阪府大阪市   |
| SMACKGIRL 2006 〜女神降臨〜                                            | 2006年2月15日  | 後楽園ホール               | 東京都文京区   |
| SMACKGIRL 2005 〜最軽量記念日〜                                        | 2005年11月29日 | 後楽園ホール               | 東京都文京区   |
| SMACKGIRL 2005 〜Dynamic!!〜                                           | 2005年8月17日  | 国立代々木第2体育館        | 東京都渋谷区   |
| SMACKGIRL 2005 〜Road to Dynamic!!〜                                   | 2005年6月28日  | 後楽園ホール               | 東京都文京区   |
| 韓日国交正常化40周年記念大会 SMACKGIRL 〜KOREA 2005〜                  | 2005年5月21日  | ドリームタワーナイトクラブ | 富川市         |
| SMACKGIRL 2005 〜COOL FIGHTER LAST STAND〜                             | 2005年4月30日  | キラメッセ沼津             | 静岡県沼津市   |
| SMACKGIRL 2004 〜WORLD ReMix〜                                         | 2004年12月19日 | ツインメッセ静岡           | 静岡県静岡市   |
| SMACKGIRL 2004 〜近藤有希引退記念興行〜                                | 2004年11月4日  | 後楽園ホール               | 東京都文京区   |
| SMACKGIRL 2004 〜聖地凱旋〜                                            | 2004年8月5日   | 後楽園ホール               | 東京都文京区   |
| SMACKGIRL 2004 〜GO WEST〜                                             | 2004年6月19日  | アゼリア大正ホール         | 大阪府大阪市   |
| SMACKGIRL「Third Season-VII」                                          | 2003年11月10日 | 六本木ヴェルファーレ       | 東京都港区     |
| SMACKGIRL「Third Season-VI」                                           | 2003年8月6日   | 六本木ヴェルファーレ       | 東京都港区     |
| SMACKGIRL「Third Season-V」                                            | 2003年7月6日   | 六本木ヴェルファーレ       | 東京都港区     |
| SMACKGIRL「Third Season-IV」                                           | 2003年6月4日   | 六本木ヴェルファーレ       | 東京都港区     |
| SMACKGIRL「Third Season-III」                                          | 2003年5月7日   | 六本木ヴェルファーレ       | 東京都港区     |
| SMACKGIRL「Third Season-II」                                           | 2003年4月2日   | 六本木ヴェルファーレ       | 東京都港区     |
| SMACKGIRL「Third Season-I」                                            | 2003年3月3日   | 六本木ヴェルファーレ       | 東京都港区     |
| SMACKGIRL「JAPAN CUP 2002 GRAND FINAL 〜The Last Performance of 2002」 | 2002年12月29日 | TOKYO FM HALL              | 東京都千代田区 |
| SMACKGIRL「JAPAN CUP 2002 エピソードII」                               | 2002年11月9日  | ディファ有明               | 東京都江東区   |
| SMACKGIRL「JAPAN CUP 2002 開幕戦」                                     | 2002年10月5日  | ディファ有明               | 東京都江東区   |
| SMACKGIRL 〜Dynamic! LAST SUMMER FOREVER in 有明〜                     | 2002年9月1日   | ディファ有明               | 東京都江東区   |
| SMACKGIRL 〜Summer Gate 2002〜                                         | 2002年8月4日   | ディファ有明               | 東京都江東区   |
| SMACKGIRL 〜最強タッグトーナメント 2002〜                              | 2002年7月6日   | ディファ有明               | 東京都江東区   |
| SMACKGIRL 〜SMACK LEGEND 2002〜                                        | 2002年6月1日   | ディファ有明               | 東京都江東区   |
| SMACKGIRL 〜GOLDEN GATE 2002〜                                         | 2002年5月6日   | ディファ有明               | 東京都江東区   |
| SMACKGIRL 〜ROYAL SMACK 2002〜                                         | 2002年4月7日   | ディファ有明               | 東京都江東区   |
| SMACKGIRL 〜God Bless You!〜                                           | 2002年3月2日   | ディファ有明               | 東京都江東区   |
| SMACKGIRL 〜Pioneering Spirit〜                                        | 2002年2月3日   | ディファ有明               | 東京都江東区   |
| SMACKGIRL 〜ALIVE!〜                                                   | 2001年9月27日  | 渋谷CLUB ATOM              | 東京都渋谷区   |
| SMACKGIRL 〜Burning Night〜                                            | 2001年8月23日  | 渋谷CLUB ATOM              | 東京都渋谷区   |
| SMACKGIRL 〜Indeed〜                                                   | 2001年7月26日  | 渋谷CLUB ATOM              | 東京都渋谷区   |
| SMACKGIRL 〜Fighting Chance〜                                          | 2001年6月28日  | 渋谷CLUB ATOM              | 東京都渋谷区   |
| ReMix GOLDEN GATE 2001                                                 | 2001年5月3日   | 国立代々木競技場第2体育館  | 東京都渋谷区   |
| SMACKGIRL 〜Starting Over〜                                            | 2001年5月24日  | 渋谷CLUB ATOM              | 東京都渋谷区   |
| Smack Girl 〜Episode 0〜                                               | 2000年12月17日 | 後楽園ホール               | 東京都文京区   |
| ReMix WORLD CUP 2000                                                   | 2000年12月5日  | 日本武道館                 | 東京都千代田区 |

### SMACKGIRL GRAPPRING
| 大会名                                    | 開催年月日    | 会場                             | 開催地         |
| ----------------------------------------- | ------------- | -------------------------------- | -------------- |
| SMACKGIRL GRAPPRING QUEEN TOURNAMENT 2007 | 2007年9月24日 | 北沢タウンホール                 | 東京都世田谷区 |
| SMACKGIRL GRAPPRING QUEEN TOURNAMENT 2006 | 2006年7月23日 | ゴールドジムサウス東京アネックス | 東京都大田区   |

### SMACKGIRL-F
| 大会名                                                             | 開催年月日     | 会場                             | 開催地         |
| ------------------------------------------------------------------ | -------------- | -------------------------------- | -------------- |
| SMACKGIRL-F 2007 〜The Next Cinderella Tournament 2007 2nd Stage〜 | 2007年5月19日  | 新宿FACE                         | 東京都新宿区   |
| SMACKGIRL-F 2007 〜The Next Cinderella Tournament 2007 開幕戦〜    | 2007年3月11日  | 新宿FACE                         | 東京都新宿区   |
| SMACKGIRL-F 2006 〜西調布女子格ロードvol.1〜                       | 2006年10月21日 | 西調布格闘技アリーナ             | 東京都調布市   |
| FF2 Gi-Feminino2006 × SMACKGIRL-F 2006                             | 2006年2月3日   | 北沢タウンホール                 | 東京都世田谷区 |
| SMACKGIRL-F 2005 〜下北実験リーグ Round1〜                         | 2005年10月15日 | 北沢タウンホール                 | 東京都世田谷区 |
| SMACKGIRL-F 2005 〜Next Cinderella Tournament 2005 2nd stage〜     | 2005年7月10日  | ゴールドジムサウス東京アネックス | 東京都大田区   |
| SMACKGIRL-F 2005 〜今年もやるぞ! スマックF祭り〜                   | 2005年4月29日  | 北沢タウンホール                 | 東京都世田谷区 |
| SMACKGIRL-F 〜ReFresh 2005〜                                       | 2005年1月8日   | 北沢タウンホール                 | 東京都世田谷区 |
| SMACKGIRL-F 〜5月病をブッ飛ばせ! 夏も近いぞスマックF祭〜           | 2004年5月16日  | ゴールドジムサウス東京アネックス | 東京都大田区   |
| SMACKGIRL 〜Next Cinderella Tournament 2nd stage & SG-F7〜         | 2004年3月20日  | ゴールドジムサウス東京アネックス | 東京都大田区   |
| SMACKGIRL 〜Next Cinderella Tournament & SG-F6〜                   | 2004年2月1日   | ゴールドジムサウス東京アネックス | 東京都大田区   |